# Szőny
Szőny 1977 óta Komárom városának része, azelőtt önálló község, a város eredeti anyatelepülése.

## Fekvése
A mai Komárom központjától keletre fekszik, az 1-es főút mentén. A környező települések közül Tatával (Naszály érintésével) a 8139-es, Koccsal (Mocsán keresztül) a 8142-es út köti össze.

## Élővilága

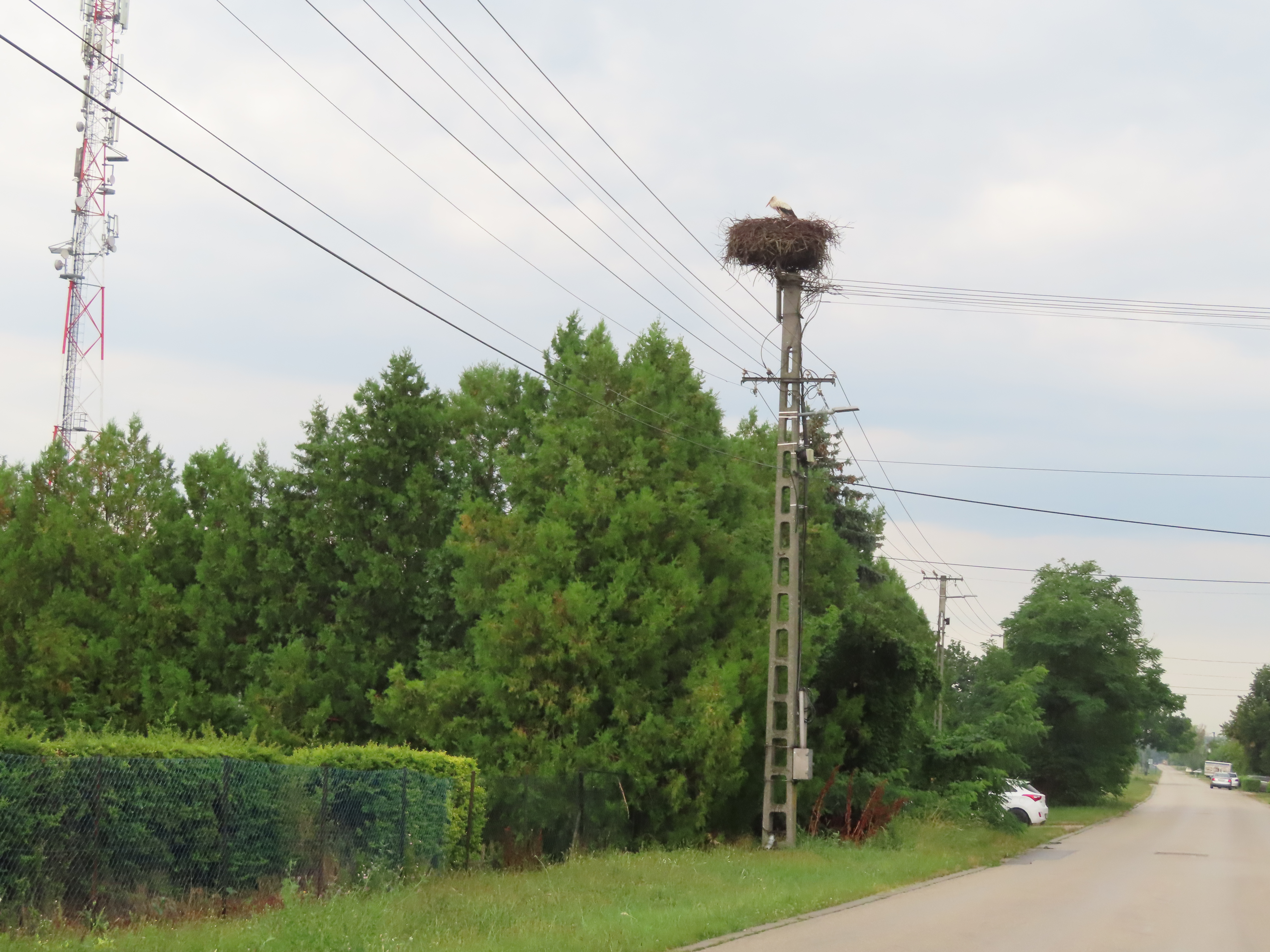
2023
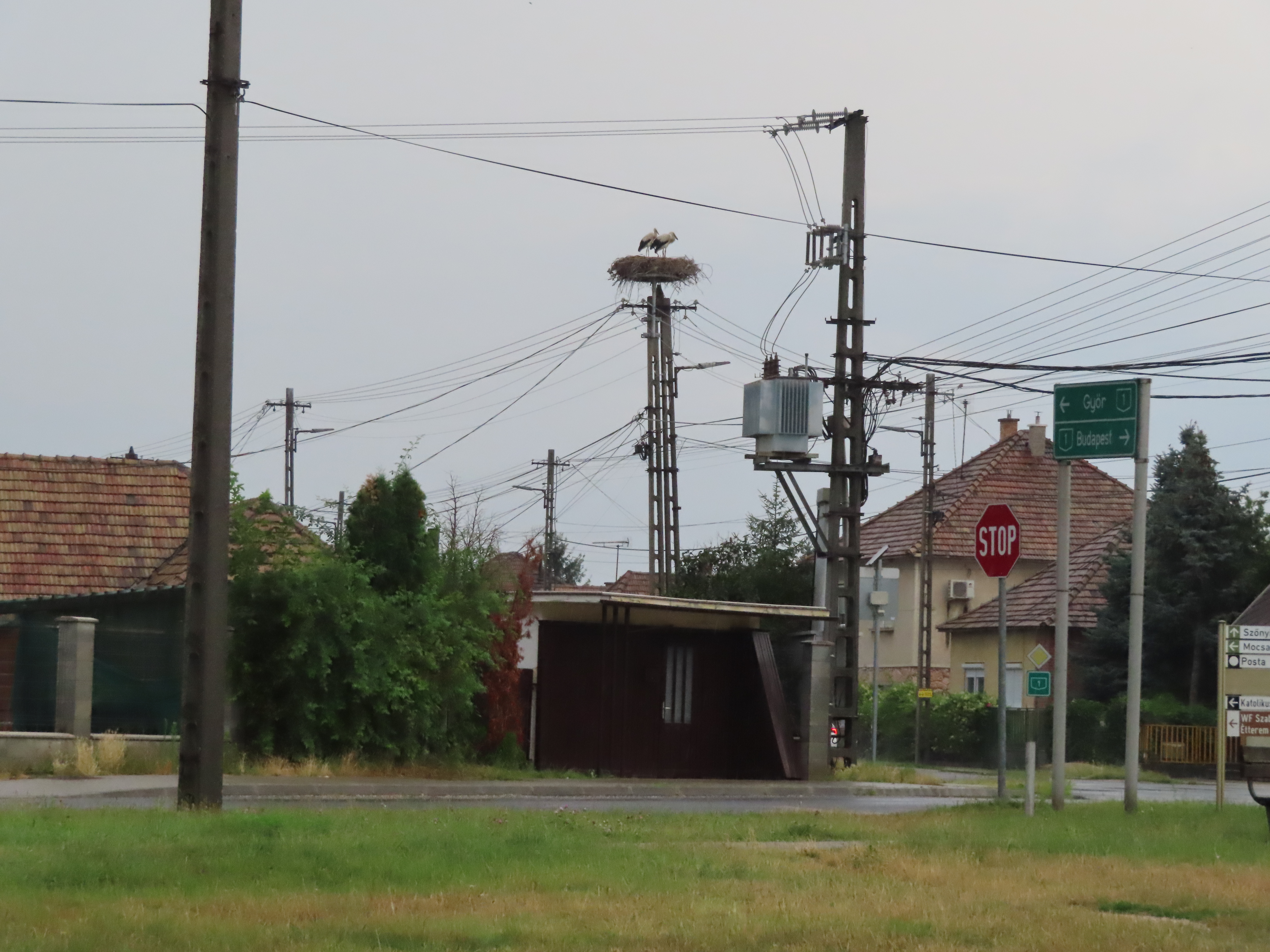
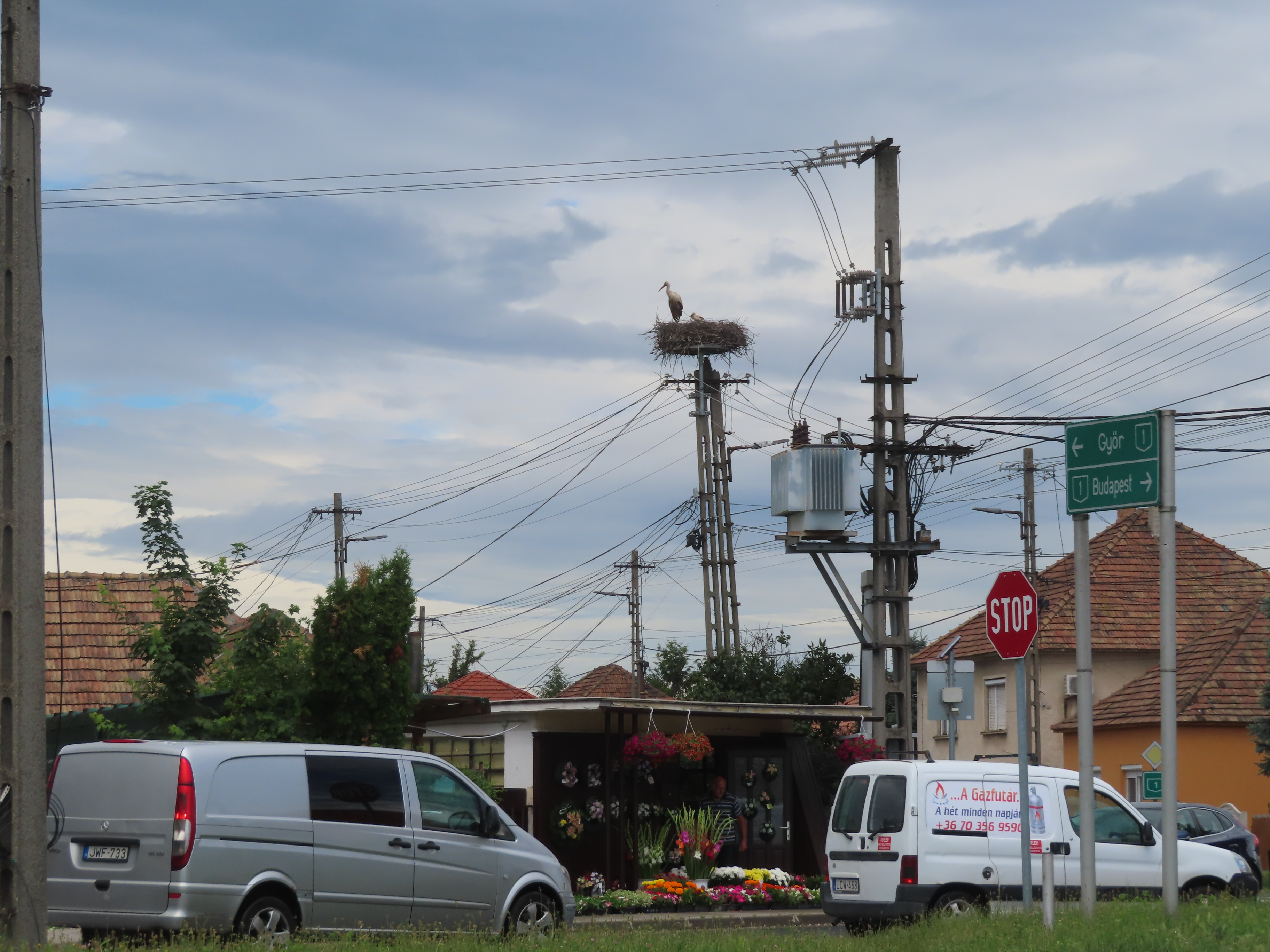
2024
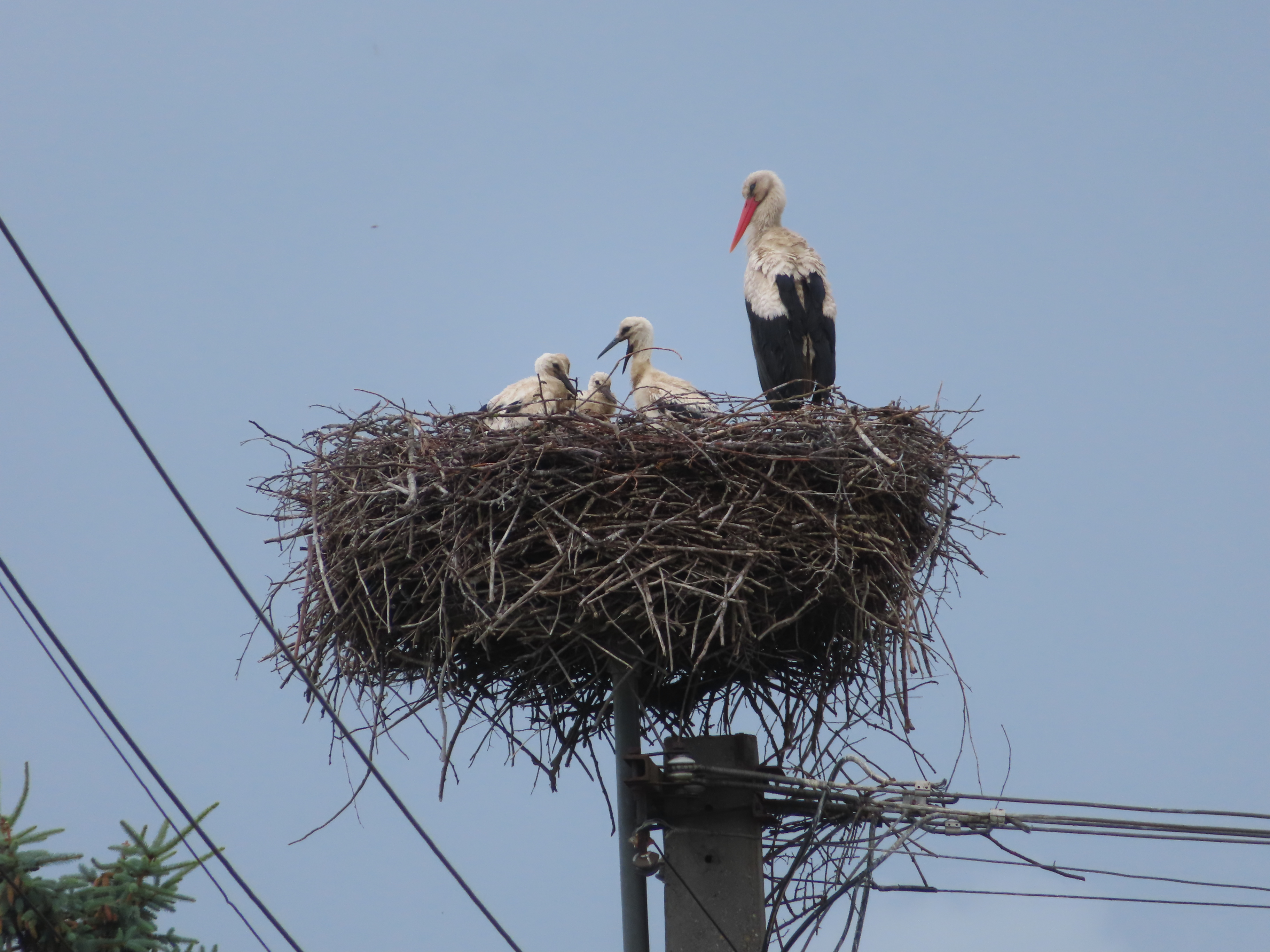

A városrészben két gólyafészek is található.

## Története
Szőny, Ószőny, ma Komárom városrésze. A település egyike a megye legrégibb telepeinek. Már a történelem előtti korban, a kő- és bronzkorszakban is lakott hely volt, amit az e korokból származó leleteinek sokasága is bizonyít. A római korban itt feküdt a rómaiak híres Brigetio városa. 375-ben itt halt meg és itt is temették el Valentinianus római császárt. Az itt folyt ásatások és leletek révén, európai hírre tett szert. Alig van itt és a környéken ház, kert, vagy szántóföld, ahol római emlékekre és leletekre ne bukkannának.
Nevét 1211-ben említette először oklevél Sun néven. 
Később 1249-ben Sceun néven említették mint az esztergomi érsek faluját, melyet ekkor IV. Béla királlyal más faluért elcserélt. 1269-ben terra Sceun, 1397-ben possessio Zyun és 1422-ben villa Zwn alakban, komáromi várbirtokként volt említve. 1460-ban már oppidum Zwny, tehát város volt, melynek vámja és ennek jövedelme a komáromi várat illette. 
1592-ben a török pusztította el. 1627 szeptember 12-én itt II. Ferdinánd és a török szultán itt kötötték meg az úgynevezett szőnyi békét.  
A község csak a 17. század első felében települt újra és ekkor a gróf Zichyek lettek az urai. A török korban is sok római kori pénzérmét találtak Szőnyben.
1875-ben egyik fele Vásonkeőy Imréé lett, a másik felét pedig már 1847-ben a klosterneuburgi kanonokrend vette meg. 1894-ben a Vásonkeőy része báró Solymosy Lászlóé lett, a kinek a leánya, gróf Gyürky Viktorné még a 20. század elején is birtokosa volt. Rajta kívül még a klosterneuburgi kanonokrendnek, Világhy Gyulának, Mocsáry Antalné örököseinek, a katonai kincstárnak és dr. Lővinger Vilmosnak volt itt nagyobb birtokuk. 
Az itt álló kastélyt még a gróf Zichyek építtették. Az 1800-as évek elején serfőző háza és szeszgyára is volt, az 1900-as évek elején pedig az akkori Füzitő-pusztán a kisbér-füzitői részvénytársaság keményítő- és enyvgyára és a Vacuun részvénytársaság olaj- és petroleumfinomító gyára működött, valamint Ószőnyben üzemelt a Lővinger-féle szeszgyár is. 
Az 1848–49-es forradalom és szabadságharc alatt a község határában több nagyobb ütközet is volt. Komárom ostromakor az ágyúk tűzvonalába esett és az ekkor ide hullott ágyúgolyók közül a 20. század elején több darab látható volt a katolikus templom falában. A komáromi vár itteni  elősáncai közül az egyik 1850, a másik pedig 1870 körül épült. Római katolikus temploma 1777-ben, a református 1787-ben épült.
A község határában látható úgynevezett Töröklesi domb-ot a hagyomány szerint a törökök hordták össze.
Az 1900-as évek elején Szőnyhöz tartozott még: Kisszőny, Bartuschektanya, Bélapuszta, Füzítő, Göbölkút, Hathalom, Kis- és Nagyherkály, Kiss, Körmendy, Pernyés, Soós, Steiner, Thaly és Újszállás puszták, Csillagvár erőd, a füzitői gyártelep, győri tanya, Herkályi vadászlak, Igmándi vár, Kiss és Kosztolányi tanyák, lőporraktárak, Nagy, Neubrand és Palla tanyák, Plebánia telek, Várföld cselédlak, Végh tanya és Veszely téglatelep.

### Bélapuszta
Bélapuszta hajdan a szolgagyőri vár tartozéka volt, melyet II. Endre 1231-ben kelt oklevelében Billa néven említett és a pannonhalmi apátságnak adományozott. 1232-ben, IX. Gergely pápa megerősítő oklevelében már faluként volt említve.

## Nevezetes szőnyiek

### Szőnyben születtek
- Agócs Judit (1974) magyar színésznő
- Botlik József (1949) magyar történész, egyetemi oktató, újságíró
- Csizmadia Ervin (1958) magyar politológus, egyetemi docens
- Csonka Péter (1974) kortárs magyar madár- és természetfotós
- Dobi István (1898–1968) magyar politikus, országgyűlési képviselő. 1948 és 1952 között Magyarország miniszterelnöke, 1952-től 1967-ig az Elnöki Tanács elnökeként Magyarország államfője
- Gófitz Ilona és Judit[2] (1701–1723) sziámi ikrek
- Jasper Bella (1933–1992) magyar operaénekesnő
- Jász Attila (1966) magyar költő, szerkesztő, esszéíró. Írói álneve: Csendes Toll
- R. Kárpáti Péter (1963) magyar színész, műsorvezető
- Kerényi Lajos (1927) piarista szerzetes
- Kucher József (1909–1976) magyar mérnök, fegyvertervező
- Major Zsolt (1958) magyar színész
- Nagy Endre (1913–1994) magyar vadászmester, a balatonedericsi Afrika Múzeum alapítója
- Ördögh Ottó (1962) író, humorista
- Varga József (1955–2023) magyar labdarúgó
- Vecsei Miklós (1964) magyar történész, szociálpolitikus, a Magyar Máltai Szeretetszolgálat előbb ügyvezető, majd általános alelnöke
- Vidáts Csaba (1947) olimpiai ezüstérmes magyar labdarúgó
- Zsinka László (1953–2013) magyar statisztikus, sakkozó, politikus

### Más szőnyiek
- Gáthy István (1780–1859) 1800–1803 közt a falu tanítója
- Veninger Ernő (1854–1922) római katolikus pap, esperes, tanár
- Potháczki Erzsébet (1931–2014) a világháború alatt több száz szőnyi gyermek dadája, gondozója

## Látnivalók
- Brigetio
- Gyürky-kastély
- Gyürky-kúria
- Liptay-kúria